# Dessalines (arrondissement)
Dessalines (Haïtiaans-Creools: Desalin) is een arrondissement van het Haïtiaanse departement Artibonite, met 413.000 inwoners. De postcodes van dit arrondissement beginnen met het getal 44.
Het arrondissement Dessalines bestaat uit de volgende gemeenten:
- Dessalines (hoofdplaats van het arrondissement)
- Desdunes
- Grande-Saline
- Petite-Rivière-de-l'Artibonite